# Massachusetts Institute of Technology
Massachusetts Institute of Technology, också känt som MIT, är ett amerikanskt privatägt universitet och forskningsinstitut beläget i Cambridge i Massachusetts. Institutionen ligger i närheten av Harvard University, som också ligger i Cambridge.
MIT grundades 1861, men de första eleverna kunde inte börja förrän 1865 på grund av det mellankommande amerikanska inbördeskriget. Mottot för skolans arbete lyder Mens et manus, det vill säga ungefär "andens och handens arbete integreras i verksamheten".  Undervisningen skulle vara både teoretisk och praktisk. MIT fick stor betydelse för den snabba utvecklingen av industrialismen i USA. Satsningen på vetenskap och teknik låg rätt i tiden och fick efter hand en allt högre status. Ännu viktigare för USA:s ställning som kommande supermakt i efterkrigstiden blev satsningen på modern teknik med bland annat rymdforskningen som den främsta.
MIT är framstående inom sina sex verksamhetsområden arkitektur, ingenjörsvetenskap, humaniora, konst, samhällsvetenskap och medicin. Sammanlagt 63 nobelpristagare kommer från MIT (2007).
Universitetet anses ett av de mest anrika och prestigefyllda i världen, något som framgår av flertal rankingförfaranden och rapporter av U.S. News & World Report, QS World University Rankings, och Academic Ranking of World Reasearch Council.
Sedan 2007 publicerar MIT material från största delen av sina kurser på Internet, under en Creative Commons licens (”CC by-nc-sa”), som tillåter vidare bearbetning och spridning för icke-kommersiella syften. Arbetet som ledde till projektet inleddes 1999, och 2002 publicerades på försök 50 kurser. År 2009 var antalet kurser uppe vid 1 950. Projektet innebär inte fri studie- eller examensrätt av något slag, men ger tillgång till en stor del av det material som skapats för kurserna.

## Campus

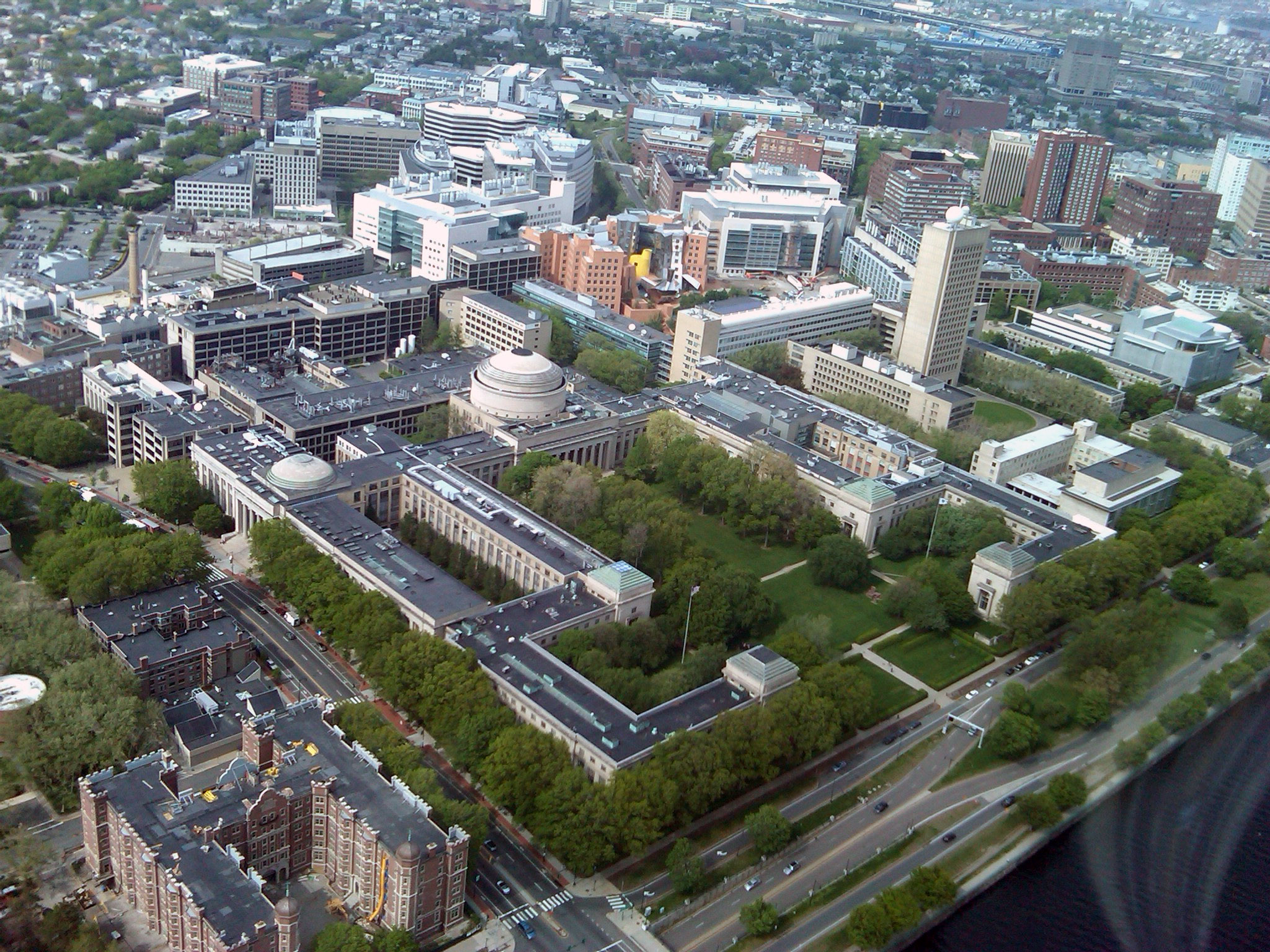
De centrala och östra sektionerna av MIT:s campus.

MIT:s campus på norra sidan om Charles River sträcker sig omkring en mile längs floden

## Fotnoter
1. ↑  "We looked up and discussed many colors. We all desired cardinal red; it has stood for a thousand years on land and sea in England's emblem; it makes one-half of the stripes on America's flag; it has always stirred the heart and mind of man; it stands for 'red blood' and all that 'red blood' stands for in life. But we were not unanimous for the gray; some wanted blue, I recall. But it (the gray) seemed to me to stand for those quiet virtues of modesty and persistency and gentleness, which appealed to my mind as powerful; and I have come to believe, from observation and experience, to really be the most lasting influences in life and history....We recommended 'cardinal and steel gray.'" (Alfred T. Waite, Chairman of School Color Committee, Class of 1879)'"`UNIQ--ref-00000009-QINU`"'